# ميخائيل هوي
ميخائيل هوي (بالإنجليزية: Michael Hoey)‏ هو لغوي بريطاني، ولد في 24 فبراير 1948.